# Гамбурзькі правила
Конве́нція ООН про морське́ переве́зення вантажі́в (неофіційно Гамбурзькі правила) — конвенція про морське перевезення вантажів, схвалена на Конференції ООН в Гамбурзі в березні 1978 року.
Конвенція врегульовує питання відповідальності вантажовідправника та перевізника.

Згідно з Гамбурзькими правилами відповідальність перевізника за кожну вантажну одиницю визначається з розрахунку 2,5 СПЗ за кожен кілограм маси вантажу або 835 СПЗ за кожну вантажну одиницю. Термін позовної давності — 2 роки. Також існують т. зв. Роттердамскі правила, або Конвенція ООН по Контрактам повного або часткового міжнародного перевезення вантажів морем, які багато в чому доповнюють Правила Гаага-Вісбі і Гамбурзькі правила.